# Comuna Vilșanka, Novoarhanhelsk
Vilșanka (în ucraineană Вільшанка) este o comună în raionul Novoarhanhelsk, regiunea Kirovohrad, Ucraina, formată din satele Șleahove și Vilșanka (reședința).

## Demografie
Componența lingvistică a comunei Vilșanka
     Ucraineană (95,29%)
     Alte limbi (1,25%)
Conform recensământului din 2001, majoritatea populației comunei Vilșanka era vorbitoare de ucraineană (95,29%), existând în minoritate și vorbitori de armeană (3,32%).